# 정자왕 3D
정자왕 3D(豪情 2, 3D NAKED AMBITION)는 홍콩에서 제작된 이공락 감독의 2014년 코미디 영화이다. 두문택 등이 주연으로 출연하였고 진경가 등이 제작에 참여하였다.

## 출연

### 주연
- 두문택
- 조시 호
- 요시자와 아키호

### 조연
- 하타노 유이
- 아오이 소라
- 유우키 마이코
- 증국상
- 고천락
- 오군여
- 채탁연
- 왕정
- 타츠미 유이
- 카토 타카
- 유메 카나
- 오키타 안리
- 아오이 츠카사
- 아소 노조미